# Greenwich (Nova York)
Greenwich és una població dels Estats Units a l'estat de Nova York. Segons el cens del 2000 tenia 1.902 habitants.

## Demografia
Segons el cens del 2000, Greenwich tenia 1.902 habitants, 788 habitatges, i 493 famílies. La densitat de població era de 492,9 habitants/km².
Dels 788 habitatges en un 33,9% hi vivien nens de menys de 18 anys, en un 46,1% hi vivien parelles casades, en un 11,5% dones solteres, i en un 37,4% no eren unitats familiars. En el 31,5% dels habitatges hi vivien persones soles el 15,2% de les quals corresponia a persones de 65 anys o més que vivien soles. El nombre mitjà de persones vivint en cada habitatge era de 2,41 i el nombre mitjà de persones que vivien en cada família era de 3,06.
Per edats la població es repartia de la següent manera: un 27,2% tenia menys de 18 anys, un 7,6% entre 18 i 24, un 28,8% entre 25 i 44, un 21,5% de 45 a 60 i un 14,9% 65 anys o més.
L'edat mediana era de 37 anys. Per cada 100 dones de 18 o més anys hi havia 88,3 homes.
La renda mediana per habitatge era de 34.659 $ i la renda mediana per família de 42.198 $. Els homes tenien una renda mediana de 31.951 $ mentre que les dones 20.795 $. La renda per capita de la població era de 16.592 $. Entorn del 4,8% de les famílies i el 8,3% de la població estaven per davall del llindar de pobresa.